# Alliance inclusive de la nation indienne pour le développement
L'Alliance inclusive de la nation indienne pour le développement (en anglais : Indian National Developmental Inclusive Alliance, INDIA)  est une coalition de 26 partis politiques d'opposition en Inde. L'objectif principal de cette alliance est de battre l'Alliance démocratique nationale au pouvoir lors des élections législatives indiennes de 2024 .

## Histoire
Lors d'une première réunion de 16 partis d'opposition tenue à Patna le 23 juin 2023 et présidée par Nitish Kumar, la proposition de cette nouvelle alliance est mise sur la table.
Lors d'une deuxième réunion, tenue à Bangalore le 18 juillet 2023 et présidée par Sonia Gandhi, les 16 partis présents lors de la première réunion ainsi que dix autres partis d'opposition décident d'une alliance.

## Idéologie et objectifs
Selon le président du Congrès Mallikarjun Kharge, l'idéologie de l'alliance tourne autour des principes du développement, de l'inclusivité et de la justice sociale mais aussi des valeurs démocratiques, de bien-être et de progrès. Cette coalition est également soudée par son opposition au national-conservatisme néolibéral de la coalition au pouvoir de Narendra Modi, l'Alliance démocratique nationale, et son objectif de la vaincre lors des élections législatives de 2024 ,.

## Partis membres
| Party | Party    | Party                                             | Lok Sabha | Rajya Sabha | Vidhan Sabha |
| ----- | -------- | ------------------------------------------------- | --------- | ----------- | ------------ |
|       | INC      | Congrès national indien                           | 49 / 543  | 30 / 245    | 722 / 4036   |
|       | DMK      | Fédération dravidienne du progrès                 | 24 / 543  | 10 / 245    | 139 / 4036   |
|       | AITC     | All India Trinamool Congress                      | 23 / 543  | 13 / 245    | 226 / 4036   |
|       | JD(U)    | Janata Dal (United)                               | 16 / 543  | 5 / 245     | 46 / 4036    |
|       | SS(UBT)  | Shiv Sena (Uddhav Balasaheb Thackeray)            | 6 / 543   | 3 / 245     | 17 / 4036    |
|       | NCP      | Parti du congrès nationaliste                     | 5 / 543   | 3 / 245     | 22 / 4036    |
|       | CPI(M)   | Parti communiste d'Inde (marxiste)                | 3 / 543   | 5 / 245     | 81 / 4036    |
|       | SP       | Samajwadi Party                                   | 3 / 543   | 3 / 245     | 110 / 4036   |
|       | IUML     | Ligue musulmane de l'union indienne               | 3 / 543   | 1 / 245     | 15 / 4036    |
|       | JKNC     | Conférence nationale (Jammu-et-Cachemire)         | 3 / 543   | –           | –            |
|       | CPI      | Parti communiste d'Inde                           | 2 / 543   | 2 / 245     | 21 / 4036    |
|       | VCK      | Viduthalai Chiruthaigal Katchi                    | 2 / 543   | –           | 4 / 4036     |
|       | AAP      | Aam Aadmi Party                                   | 1 / 543   | 10 / 245    | 61 / 4036    |
|       | JMM      | Jharkhand Mukti Morcha                            | 1 / 543   | 2 / 245     | 29 / 4036    |
|       | KC(M)    | Kerala Congress (M)                               | 1 / 543   | 1 / 245     | 4 / 4036     |
|       | RSP      | Parti socialiste révolutionaire                   | 1 / 543   | –           | –            |
|       | RJD      | Rashtriya Janata Dal                              | –         | 6 / 245     | 81 / 4036    |
|       | RLD      | Rashtriya Lok Dal                                 | –         | 1 / 245     | 10 / 4036    |
|       | MDMK     | Marumalarchi Dravida Munnetra Kazhagam            | –         | 1 / 245     | –            |
|       | CPI(ML)L | Parti communiste indien (Marxiste–Leniniste)      | –         | –           | 13 / 4036    |
|       | KC       | Kerala Congress                                   | –         | –           | 2 / 4036     |
|       | AD(K)    | Apna Dal (Kamerawadi)                             | –         | –           | 1 / 4036     |
|       | AIFB     | Bloc d'Avance de l'Inde                           | –         | –           | –            |
|       | PDP      | Parti démocratique populaire (Jammu-et-cachemire) | –         | –           | –            |
|       | MMK      | Manithaneya Makkal Katchi                         | –         | –           | –            |
|       | KMDK     | Kongunadu Makkal Desia Katchi                     | –         | –           | –            |
|       | IND      | Independant                                       | –         | 1 / 245     | 28 / 4036    |